# 尼加拉瓜真鰶
尼加拉瓜真鰶為輻鰭魚綱鲱形目鲱科的其中一種，分布於中美洲尼加拉瓜及哥斯大黎加的淡水流域，體長可達18公分，棲息在河川、湖泊，以浮游生物為食，可做為食用魚。

## 擴展閱讀
維基物種上的相關：尼加拉瓜真鰶